# Babberspolder
Babberspolder is de naam van een polder en voormalig waterschap in de gemeenten Schiedam en Vlaardingen, in de Nederlandse provincie Zuid-Holland.
Het waterschap was verantwoordelijk voor de vervening, drooglegging en later de waterhuishouding in de polder. Bij de opheffing is een deel direct onder de gemeente Vlaardingen gekomen, de rest bij het Hoogheemraadschap Delfland.
De polder grenst in het noorden aan de Hargpolder en de Holierhoekse- en Zouteveense polder.

## Huidig gebruik
De polder maakte vroeger deel uit van de gemeente Vlaardingerambacht. Door herindelingen is de polder tijdens de oorlogsjaren verdeeld tussen de gemeenten Vlaardingen en Schiedam. Het Vlaardingse deel van de Babberspolder is na de Tweede Wereldoorlog bebouwd en is tegenwoordig een woonwijk.

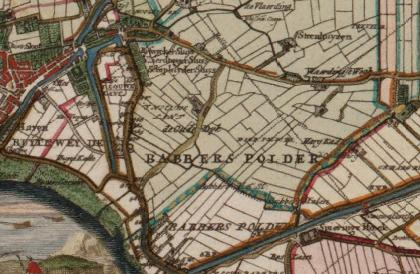
kaart 1712